# Litavci
Litavci (izvorno: lietuvis, lietuviai), jedan od baltičkih naroda indoeuropske porodice nastanjen u području uz Baltičko more, najviše u Litvi. Govore litavskim jezikom. Čine ih više različitih etničkih skupina (Aukstaičiai, Suvalkiečiai, Dzukai, Žemaičiai).
Hidronimija i arheologija ukazuju da su veliki dijelovi sjeveroistočne Europe, otprilike od Moskve do Berlina, uključujući sjeverni dio bazena Dnjepra, bilo područje prostiranja baltičkih naroda tijekom prvoga tisućljeća prije Krista i kasnije. Slaveni u ovaj prostor zalaze tek kasnije. Teritorij je bio obrastao neprohodnim šumama i daleko od glavnih selidbenih i važnih trgovačkih putova. Ova izoliranost pomogla je očuvanju arhaičnih jezika.
Litavci se prvi puta spominju u povijesnim izvorima početkom XI. st. Ime »Litva« (Lithuania) spominje se 1009. u kronikama Anales Quedlinburgenses,  napisano u latinskom kao Litua. Od kraja XII. st., Litva je česta u poljskim i njemačkim zapisima. Njemački oblik Litauen podrijetlom je iz slavenske tradicije, a u latinskom se naziva Lituania.

## Običaji starih Litavaca
Simonas Daukantas bio je prvi litavski povjesničar koji o Litavcima piše na materinskom jeziku. U svojemu dijelu »Budas senoves lietuviu, kalnenu ir zemaiciu« (Običaji starih Litavaca, brđana i Samogita) Daukantas piše kako žive u neprohodnim šumama koje vrlo dobro poznaju. Zemlja i šume davale su im hranu, odjeću i oružje. Litavci, Samogiti (sebe zovu Zemaiciai) i druga srodna plemena bavila su se lovom, zemljoradnjom, stočarstvom i pčelarstvom. Daukantas ističe njihovu gostoljubivost prema stranicama. Sami sebe opskrbljivali su obućom, odjećom, kućanskim priborom i oružjem. Stranim trgovcima za željezo i sol i druge proizvode koje nisu mogli dobiti u svojoj proizvodnji nudili su krzno, vosak, med, ratarske i ine proizvode.
Prije prihvaćanja kršćanstva Litavci su obožavali prirodne sile i mnoge bogove i božice iz Baltičke mitologije. Glavni bog bio je Perkunas, bog Groma. Za svoje bogove Litavci su imali posebna svetišta. U svetim lugovima i šumama gorjela je sveta vatra koju su održavali čuvari (vaidilutes). Želje bogova objavljuju svećenici (kriviai), koji su podložni vrhovnom svećeniku (kriviu krivaitis). Litavci su bili među posljednje poganskim europskim plemenima. Dio Litavaca je još u XVI. i XVII. st. obdržavao predkršćanske poganske tradicije.

## Litavci u domovini i svijetu
...u domovini oko 2 700 000
- Sjedinjene Države...38 000
- Rusija...44 000
- Njemačka...40 000
- Latvija...25 000
- Poljska...30 000
- Kanada...12 000
- Australija...11 000
- Bjelorusija...10 000
- Kazahstan...7 400
- Španjolska...4 300
- Estonija...2 000
- Ukrajina...12 000
- Moldavija...1 000
- Uzbekistan...1 000
- Tadžikistan...600
- Armenija...200
- Kirgistan...300
- Turkmenistan...200[1]
- Urugvaj...>100

## Vanjske poveznice
- Litavci (engl.)